# Union sportive musulmane de Casablanca
L'Union sportive musulmane de Casablanca (en arabe : الاتحاد الرياضي الإسلامي البيضاوي), plus couramment abrégé en US musulmane Casablanca, est un ancien club marocain de football fondé en 1928 et basé dans la ville de Casablanca.